# 永秀寺 (熊本県高森町)
永秀寺（えいしゅうじ）は、熊本県阿蘇郡高森町大字芹口にある浄土真宗本願寺派の寺院。山号は川嶺山。仏厳寺の末寺。

## 歴史
寺の創建は慶長16年（1611年）で、開山は了現。開基は大坂の陣での戦いなどで著名な戦国武将・後藤基次（又兵衛）という。
開山の了現は、俗名を後藤又兵衛永秀といい、又兵衛基次の三男で元は浪人であったが、京都で出家し僧になったと伝えられる。
寺は、開山より第2代住職・了誓までは熊本城下の坪井に置かれていたが、万治元年（1658年）、洪水のため寺が流失。6年後の寛文4年（1664年）、第3代住職・霖雪のとき、馬場村の後藤久右衛門基房の求めに応ずる形で現在の地へと移った。その後、後藤久右衛門の子で3代・霖雪の養子となった龍顔が住職を継ぎ第4代となった。
寺は、明治維新前後に零落したが、その後、第13代住職・普行が寺勢を拡大し、中興した。

## 歴代住持[4]
- 開山 - 了現
- 第2世 - 了誓
- 第3世 - 霖雪
- 第4世 - 龍顔（了玄）
- 第5世 - 了春
- 第6世 - 周見
- 第7世 - 昌安
- 第8世 - 皆遵
- 第9世 - 玉林
- 第10世 - 大円
- 第11世 - 顕浄
- 第12世 - 自顕
- 第13世 - 普行
- 第14世 - 誓乗
- 第15世 - 香頂
- 第16世 - 誓香
- 第17世 - 真一

## 所在地
熊本県阿蘇郡高森町大字芹口1711

## 交通
高森町民バス草部南部線吉見神社前バス停から徒歩約15分

## 周辺
- 草部吉見神社 - 日本三大下り宮（三下り宮）の１つ
- 奥阿蘇キャンプ場
- 奥阿蘇物産館
- 奥阿蘇大橋